# Rae Armantrout
Rae Armantrout (ur. 13 kwietnia 1947 w Vallejo) – poetka amerykańska, utożsamiana z grupą poetycką L=A=N=G=U=A=G=E.

## Życiorys
Urodzona w Vallejo w Kalifornii, dorastała w San Diego. Bakalaureat uzyskała na Uniwersytecie Kalifornijskim w Berkeley, a magisterium na Uniwersytecie Stanowym w San Francisco. Wydała dotąd osiem tomów poezji, publikowała też swe utwory w antologiach. Choć kojarzona z grupą L=A=N=G=U=A=G=E, dla której charakterystyczne jest matematyczne traktowanie języka i przypisywanie mu cech gry, zachowuje w swych utworach wiele liryzmu. Pisze o problemach codziennego życia w oparciu o własne doświadczenia. Wykłada na Uniwersytecie Kalifornijskim w San Diego. W 2010 dostała Nagrodę Pulitzera za tom Versed z 2009.
W 2018 ukazał się pierwszy wybór jej wierszy w języku polskim Ciemna materia, w tłumaczeniu Kacpra Bartczaka.